# Zasada kompetencji powierzonych
Zasada kompetencji powierzonych – zasada, według której Unia Europejska może podejmować się tylko tych działań, do których została upoważniona przez państwa członkowskie w traktacie założycielskim.
Kompetencje te dzielą się na:
- kompetencje wyraźne
- kompetencje domniemane, wynikają z zadań i funkcji powierzonych Wspólnocie
- kompetencje pomocnicze (uzupełniające), służące podjęciu działań nieprzewidzianych w traktacie, które są niezbędne do osiągnięcia jednego z celów Wspólnoty w ramach wspólnego rynku.